# Lea Paulick
Lea Paulick (* 2. September 1999 in Suhl) ist eine deutsche Fußballspielerin, die als Torhüterin agiert. Sie spielt beim Bundesligisten Eintracht Frankfurt.

## Karriere

### Vereine
Aus der B-Jugendmannschaft des FF USV Jena hervorgegangen, für die sie von 2013 bis 2016 30 Punktspiele in der B-Juniorinnen-Bundesliga bestritten hatte, wurde Paulick zur Saison 2016/17 vom seinerzeitigen Regionalligisten 1. FC  Nürnberg verpflichtet. Ihr Ligadebüt gab sie am 4. September 2016 (1. Spieltag) in der drittklassigen Regionalliga Süd bei der 0:1-Niederlage im Auswärtsspiel gegen den FV Löchgau. Ihr Pflichtspieldebüt im Seniorinnenbereich gab sie zuvor am 21. August 2016 bei der 1:2-Erstrundenniederlage gegen den 1. FC Saarbrücken im Wettbewerb um den DFB-Pokal. Bis zum Saisonende 2020/21, zuletzt in der Gruppe 2, bestritt sie weitere 83 Punktspiele in dieser Spielklasse, sowie vier Pokalspiele, bevor sie mit ihrer Mannschaft in die 2. Bundesliga aufstieg. Ihr erstes von 48 Punktspielen bis zum Saisonende 2022/23 bestritt sie am  15. August 2021 (1. Spieltag) beim 3:0-Sieg im Auswärtsspiel gegen den FC Bayern München II. Mit dem errungenen zweiten Platz gelang auch der Aufstieg in die Bundesliga. Ihr Bundesligadebüt gab sie am 9. März 2024 (15. Spieltag) bei der 0:2-Niederlage im Auswärtsspiel gegen die TSG 1899 Hoffenheim.
Am 30. Mai 2024 wurde ihre Verpflichtung zur Saison 2024/25 auf der Website von Eintracht Frankfurt öffentlich.

### Nationalmannschaft
Paulick bestritt im Jahr 2014 zwei Länderspiele für die U16-Nationalmannschaft – beide mit Erfolg. Am 2. September gewann sie in Malente das in Freundschaft ausgetragene Länderspiel gegen die U16-Nationalmannschaft Dänemarks mit 2:1 und am 10. November wurde die U16-Nationalmannschaft Englands auf deren heimischen Grund mit 3:1 bezwungen.

## Erfolge
- Aufstieg Bundesliga 2023
- Aufstieg 2. Bundesliga 2021